# Salomon Thomas Nicolai Drejer
Salomon Thomas Nicolai Drejer (15 de febrero de 1813 - 21 de abril de 1842) fue un botánico danés; y amigo de Japetus Steenstrup.

## Biografía
Debido a su extrema pobreza de la familia, fue un autodidacta. Al final de su breve y meteórica carrera, Drejer fue conferencista del "Colegio de Veterinarios de Copenhague".
En conjunto con Jens Vahl y Joakim Frederik Schouw, Salomon Drejer publica Flora Danica fasc. 38.

## Algunas publicaciones
- 1837. Anviisning til at kjende de danske Foderurter. Kjøbenhavn, 255 pp.

- 1838. Flora excursoria Hafniensis. Hafniæ, 339 pp. Reimpreso de BiblioBazaar, 414 pp. 2011 ISBN 1246381826, ISBN 9781246381825

- 1839. Lærebog i den botaniske terminologie og Systemlære. Kjøbenhavn, 413 pp.

- 1840. Compendium i den medicinske Botanik. Kjøbenhavn, 100 pp.

- 1844. Symbolae Caricologicæ ad synonymiam Caricum extricandam stabiliendamque et affinitates naturales eruendas: adjectæ sunt tabulae æneæ 17 : opus posthumum ab academia scientiarum Danica editum. 37 pp.

- 1847. Anvisning til at kjende de danske foderurter. 3.ª ed. de Quist, 265 pp.

## Honores

### Eponimia
Géneros
- Drejerella Lindau  Acanthaceae
- Drejera Nees Acanthaceae
- La abreviatura «Drejer» se emplea para indicar a Salomon Thomas Nicolai Drejer como autoridad en la descripción y clasificación científica de los vegetales.[1]